# 은혜 갚은 두꺼비
'은혜 갚은 두꺼비'는 베풀어준 은혜에 보답하는 두꺼비라는 플롯을 갖는 다양한 유형의 설화를 가리킨다. <은혜 갚은 두꺼비>라는 전래동화가 있다.
두꺼비를 캐릭터로 하는 이야기는 주로 결초보은의 내용을 담고 있다.  지네장터설화(오공장터설화) 또는 콩쥐팥쥐전 등의 설화에서도 등장한다.

## 지명 유래
산이나 강 또는 장소의 지명에 은혜 갚은 두꺼비와 관련된 이름이 붙는 경우가 적지 않다. 경기도 성남시 분당동의 두껍능산(섬산蟾山), 섬진강,충청북도 청주 지네장터 등이 있다.

## 같이 보기
- 심청전
- 부포테닌